# Ex Libris: The New York Public Library
Pour les articles homonymes, voir Ex-libris (homonymie).
Pour plus de détails, voir Fiche technique et Distribution.
Ex Libris : The New York Public Library est un film documentaire américain réalisé par Frederick Wiseman, sorti en 2017.
Il est présenté en sélection officielle à la Mostra de Venise 2017 où il remporte le prix FIPRESCI.

## Synopsis
Le documentaire est consacré à la New York Public Library (NYPL). Pendant trois heures, Frederick Wiseman présente en profondeur les activités de la bibliothèque principale, le bâtiment Stephen A. Schwarzman, situé à l'angle de la 5e avenue et de la 42e rue, ainsi que plus d'une douzaine de bibliothèques annexes situées à Manhattan, dans le Bronx et Staten Island.
Le documentaire est composé de plus de 50 séquences différentes présentant un ensemble d'activités. De nombreuses séquences montrent l'utilisation attendue de la bibliothèque par ses usagers, comme l'utilisation des salles de lecture, les usagers effectuant des recherches généalogiques ou les bibliothécaires de référence qui répondent à des questions.
Cependant, de nombreuses scènes illustrent l'incroyable quantité de programmes culturels et de services spécialisés offerts par la NYPL. Il s'agit notamment de scènes de la série de conférences LIVE from the NYPL, avec des invités tels que Ta-Nehisi Coates, Patti Smith et Elvis Costello. Wiseman met l'accent sur des services spécialisés tels qu’un séminaire sur la langue des signes, des cours pour apprendre à lire le braille, l'enregistrement de livres audio à destination du public aveugle ou malvoyant.
Ces scènes sont entrecoupées d'activités administratives et opérationnelles, telles que des réunions de la direction sur la manière de dépenser leurs fonds, le système semi-automatisé de tri des documents imprimés appelé BookOps, des réunions avec les donateurs de la bibliothèque et des bibliothécaires discutant de leur approche de l'engagement communautaire, entre autres choses.

## Fiche technique
- Titre français : Ex Libris : The New York Public Library
- Réalisation : Frederick Wiseman
- Photographie : John Davey
- Assistant de photographie : James Bishop
- Son : Frederick Wiseman
- Montage : Frederick Wiseman
- Producteur délégué : Karen Konicek
- Producteur: Frederick Wiseman
- Production : Zipporah Films
- Société de distribution : Zipporah Films, Météore Films, Mimosa Films
- Langue originale : anglais
- Pays de production : États-Unis
- Format : Couleurs - 35 mm
- Genre : documentaire
- Durée : 197 minutes
- Dates de sortie :
  -  Italie : 4 septembre 2017 (Mostra de Venise 2017)
  -  États-Unis : 13 septembre 2017
  -  France : 18 octobre 2017 (Festival international du film de La Roche-sur-Yon)
  -  Canada : 7 septembre 2017 (Festival international du film de Toronto 2017)
  -  Suisse : 1 octobre 2017 (Festival du film de Zurich)

## Distribution
- Richard Dawkins : lui-même
- Elvis Costello : lui-même
- Patti Smith : elle-même
- Ta-Nehisi Coates : lui-même
- Yusef Komunyakaa : lui-même
- Francine Houben : elle-même
- Edmund de Waal : lui-même

## Production

### Genèse
Frederick Wiseman a choisi de réaliser un documentaire sur la Bibliothèque publique de New York (NYPL) sans avoir de relation personnelle existante avec l'institution, n'ayant pas vécu à New York. Il admit plus tard n'avoir pas mis les pieds dans une bibliothèque depuis 45 ans avant de commencer ce projet. Avec ce film, Wiseman poursuit son exploration des grandes institutions américaines, un sujet qu’il a abordé de nombreuses fois au cours de sa carrière,.

### Développement
Wiseman a obtenu la permission de Anthony Marx, président et PDG de la NYPL, pour filmer dans l'institution. Il a demandé un accès large, tout en reconnaissant que certains aspects pourraient rester confidentiels. Cette approche lui a permis de se déplacer librement dans la plupart des espaces de la bibliothèque.

### Tournage
Le tournage s'est déroulé sur une période de 12 semaines, principalement à l'automne 2015,. Wiseman a filmé dans 13 lieux différents, incluant la principale succursale Stephen A. Schwarzman et plusieurs succursales de la NYPL. Il a accumulé environ 150 heures de séquences. Fidèle à son style unique développé au fil de sa carrière, Wiseman n'a pas utilisé de narration ou d'entrevues préparées et aucun des participants n'est identifié par du texte ou la narration.

## Accueil

### Critique
En France, l'accueil critique est très bon : le site Allociné recense une moyenne des critiques presse de 4,1/5, et des critiques spectateurs à 3,5/5.

## Thèmes
Le film est composé de plus de 50 séquences qui mettent en évidence une grande variété de sujets et de personnages.

### Transformation numérique
Le documentaire met en lumière l'adaptation de la bibliothèque à l'ère numérique, en présentant ses efforts pour fournir un accès à l'Internet et des ressources numériques aux usagers. Une séquence montre Anthony Marx qui, lors d'une conférence, révèle qu'environ trois millions de New-Yorkais vivent sans accès à Internet et que la bibliothèque joue un rôle crucial pour sortir cette population du « digital dark ». Plusieurs scènes illustrent les différentes initiatives du NYPL, telles que le prêt de points d'accès 4G, leurs efforts pour numériser leurs collections et des cours d'informatique et de robotique.

### L'engagement communautaire
Le film met l'accent sur le rôle de la NYPL dans la promotion des liens avec la communauté par le biais de divers programmes, conférences et événements,. Dans une entrevue accordée à la Harvard Gazette, Wiseman explique qu'il a été étonné par la richesse des services offerts et l'effort d'atteindre les différentes communautés desservies par la bibliothèque. Plusieurs séquences présentent des programmes comme des récitals de musique, des salons de l'emploi, des cours de danse pour les personnes âgées et des clubs de lecture. Tandis qu’une autre séquence montre des bibliothécaires qui discutent des défis d'atteindre une clientèle difficile comme les adolescents.

### Défis institutionnels
Le film donne un aperçu des défis administratifs et financiers auxquels est confronté le réseau des bibliothèques à travers de nombreuses scènes de réunion entre l’équipe de direction. On y constate que le financement du NYPL dépend largement du mécénat privé, ce qui soulève des questions sur l'influence des donateurs. La gestion des utilisateurs sans-abri qui fréquentent la bibliothèque est un sujet de débat constant parmi les administrateurs, qui cherchent à équilibrer l'accueil de tous les publics avec le confort des autres usagers. La bibliothèque s'efforce également de répondre aux besoins variés de la population new-yorkaise, notamment les immigrés et les personnes défavorisées, en offrant des services sociaux au-delà de sa mission traditionnelle. Cela pose la question des limites de son rôle dans la société. Enfin, la composition majoritairement blanche de la direction contraste avec la diversité des usagers, soulevant des enjeux de représentation. Ces défis reflètent les tensions entre la vocation d'ouverture de la bibliothèque et les réalités socio-économiques de New York.